# Vendas (cómic)
Vendas (Ruth Aldine) es un personaje ficticio, mutante y un miembro del cuerpo de estudiantes del  Instituto Xavier en los cómics de Marvel. Apareció por primera vez en Astonishing X-Men, vol. 3 # 7 y fue creada por Joss Whedon y John Cassaday.

## Biografía ficticia del personaje
Vendas es una estudiante en el Instituto Xavier. Ella fue mencionada por primera vez por Hisako Ichiki y Alas antes de su enfrentamiento con  Ord. Tanto Hisako como  Alas dijeron que tenía una boca grande porque ella había leído la mente de Alas e informado a Hisako sobre sus sueños de convertirse algún día en un X-Men. Este estaba molesto, pero Hisako le dijo que no se preocupara, que ella quería ser un X-Men también y que Vendas estaba muy sola. En su primera aparición real, los  Cucos de Stepford la llevaron para advertir a Emma Frost y el resto de los X-Men de la llegada de la entidad Sala de Peligro.
Cuando llegó el  Día M será una de las 27 estudiantes en mantener sus poderes. Ella estará exenta junto con  Alhelí,  Ernst y  Gentil de la batalla de todos contra todos de Emma Frost para determinar quién entrenaría para ser un X-Men.

### Torn
Cuando Emma Frost estaba sufriendo a causa de un mal caso del síndrome del superviviente, Vendas fue encontrada por Hisako "llorando" en un baño. Mientras trataba de consolarla esta trata de convencer a Hisako de que van "a perder otro."  Lobezno creyendo que es un niño indefenso debido a las manipulaciones de Cassandra Nova, irrumpe en el baño pidiendo ayuda con un salvaje  Bestia persiguiéndolo. Hisako deja a Vendas y se esconde con Logan, por desgracia Bestia se dirige hacia Ruth para atacarla. Armadura se encara y asusta al salvaje X-Men que huye pero termina exhausta. Vendas luego la lleva a la enfermería porque cree que alguien está despierto sólo para encontrar los cuerpos inconscientes de  Coloso y  Cíclope. Casualmente Kitty Pride vuelve al Instituto y les dice a las chicas que le cuenten todo lo que sepan. Cuando Kitty las deja para averiguar quién está atacando exactamente, Cíclope logra ponerse en contacto con Ruth y le dice como dar a Bestia una caja especial que contiene un ovillo. También le pide que mantenga su mente a salvo de cualquier tipo de ataques psíquicos mientras él ayuda a Emma. Enmedio de la batalla, Ord y la entidad Sala de Peligro interrumpen y comienza una batalla entre los X-Men, Hisako, Ord y Peligro. De repente la Organización S.W.O.R.D. mete al equipo, Peligro, Ord e Hisako en una nave espacial rumbo a Breakworld. Vendas aparece por última vez mirándolos junto con otros estudiantes y comentando que no todos ellos volverán.

### Búsqueda de Magik
Vendas durante una velada de cuentacuentos, narró la historia de la difunta Nuevo Mutante  Illyana Rasputín a sus compañeros de clase. Su historia molestó emocionalmente a algunos de ellos pues comenzó a incluir aspectos que habían sucedido recientemente y otros que estaban a punto de suceder. Explicó que el demonio Belasco reclamó el reino del Limbo al derrotar a su amante anterior, Amanda Sefton. Este la había echado de allí y comenzó a buscar una manera de traer de vuelta a Illyana Rasputín de entre los muertos. Después de decir esto Ruth y los demás estudiantes fueron atacados por los demonios del Limbo enviados por Belasco. Ella siguió prestándoles ayuda con su asesoramiento a lo largo de su estancia allí diciendo a ciertos estudiantes cuándo y cómo reaccionar ante su situación, especialmente en relación con  Hada, a la que dijo que "no debía caer". Sobrevivió a la batalla final y volvió a la mansión con el resto de estudiantes.

### Cegados por la Luz
Bala de Cañón se entera de los planes de los  Merodeadores que implican que Vendas es la segunda en una lista de objetivos para ser eliminados por ellos y los  Acólitos, todo orquestado por Mr. Siniestro. Ruth habla con los  Nuevos X-Men diciéndoles que todo lo que se suponía que iba a pasar con ella se podía prevenir con la ayuda de  Elixir. Ella coge sus manos, tocando a la vez la parte negra de su piel que representa la muerte y la parte dorada que representa la vida. Ocurre una gran transferencia de energía negra y dorada y ella queda incapacitada aunque los nuevos X-Men están confundidos en cuanto a lo que quería decir y no está seguros de si está muerta o simplemente inconsciente. Justo cuando Hada va a pedir ayuda a Kitty Pride, el Instituto es atacado por  Éxodo y sus Acólitos. Después de examinarla, Éxodo dice que Vendas está muerta y que ya no es una prioridad para ellos y pasa a buscar los diarios de  Destino que están en la mansión, pero a pesar de esto, X-23 no "huele la muerte" en ella y  Prodigio teoriza con que las habilidades premonitorias de Ruth la prevenieron de la llegada de Éxodo y por eso utilizó los poderes de Elixir para ponerse a sí misma en un sueño semejante a la muerte. Kitty entra en fase con ella despertando finalmente y haciendo predicciones más crípticas sobre la situación complicada de los X-Men diciendo que pronto  Infernal, Hada, Rondador Nocturno y otra persona que no puede recordar van a ser heridos.

### Complejo de Mesías
Sus predicciones se demostraron pronto correctas cuando  Dama Mortal mutila a Infernal, Cazador de Cabelleras lesiona seriamente a Rondador y Hada se hiere a sí misma por teletransportar a ciegas el equipo de los  Reavers. La otra persona que Ruth mencionó pero no recordaba era  Forja que resultó herido por Bishop o tal vez el Profesor X.

### Jóvenes X-Men
Vendas tiene una pesadilla en la que uno de sus futuros compañeros de equipo, los Jóvenes X-Men, es asesinado por  Donald Pierce. Ella se encuentra con  Alud y le habla de su premonición del equipo que pronto va a formarse y menciona la muerte de uno de sus futuros compañeros de equipo, aunque Santo parece mostrar poca atención estando más interesado en los uniformes de los equipos que ella vio. Como predijo, Cíclope va a la cafetería y ofrece a Santo un lugar en el equipo pero también confiesa que no desea reclutar a Ruth. Sin embargo, Santo se niega a unirse al equipo a no ser que entre ella también, haciendo notar que la visión de ella la incluía en el equipo. Cíclope acepta y entra también.
Cíclope manda a Vendas e Ink para traer de vuelta a Danielle Moonstar, que al parecer es un miembro de una nueva Hermandad de Mutantes. Sin embargo Ink traiciona a su compañera y ofrece a las dos chicas a Donald Pierce, que se hace pasar por Cíclope. Finalmente se liberan y Ruth predice lo que va a pasar y que  Cachorro va a ser asesinado. Luego se traslada a  San Francisco con el resto de los Jóvenes X-Men, pero deja el equipo. Cíclope confirma que sólo será llamada cuando sea necesario.
Cuando se revela la presencia de Cifra a los Jóvenes X-Men, Cíclope explica que ella había estado allí en secreto bajo sus órdenes ayudando a los X-Men desde mucho antes, incluso durante el ataque de Bestia contra Vendas durante Astonishing X-Men. Durante una conversación de Ruth aparentemente consigo misma en ese momento (y otros) se revela que fue en realidad una conversación entre ella y Cifra, que fue capaz de ocultar su parte de la conversación usando sus poderes de sigilo. Vendas es la única además de  Jean Grey, Cíclope y Graymalkin que eran conscientes de la existencia de Cifra antes de los acontecimientos de los Jóvenes X-Men. Los dos iniciarán una amistad durante este tiempo.

### Necrosha
Vendas aparece luchando contra el Infernal resucitado, Torre, sin la ayuda de ningún otro X-Men.
Esta es contactada por una  Destino recién resucitada por accidente cuando estaba tratando de llegar a su hija adoptiva  Pícara. Le salvará la vida de ser aplastada por la caída de escombros y le da un poco de información para ayudar a combatir al ejército de  Selene. Después Destino rompe el contacto con ella, pues cree que cometió un grave error. Este error se revela en que Ruth está poseída por  Proteus.
Vendas es finalmente liberada gracias a  Magneto que usa sus poderes para alterar la matriz energética de Proteus. Durante una conversación con Irene, se revela que ellas dos son parientes lejanas y que la madre de Ruth se había sacrificado para salvarla de su hermano por una razón aún no desvelada.

### Era de X
Vendas confiesa a Pícara que tenía visiones de una entidad, una fuerza misteriosa que quería cambiarlo todo y una vez que empezara no se detendría hasta que todo hubiera sido destruido. Sin embargo, no puede identificar lo que es, ya que se mantiene oculta entre la periferia de sus visiones. Pícara, junto con Madison Jeffries, casualmente encuentran un calamar con forma de araña que se había escapado de la dimensión Emplate y piensan que es la entidad que Ruth visionó. Sin embargo, después de que Pícara derrotara a la criatura Vendas revela que la amenaza sigue ahí fuera.
Ruth aparece después en la cárcel de la Fortaleza X durante la historia "Era de X". Ella es uno de los mutantes considerados demasiado peligrosos para vagar libres y está bajo la supervisión de Peligro. Parece ser la versión Tierra-616 del personaje y la única persona vista hasta ahora con algún recuerdo de la realidad convencional.

### X-Men: Legado
Vendas aparece experimentando un gran dolor cuando Legión perdió el control de su poder, debido al choque mental por la muerte de su padre y diciendo que alguien cambió el futuro y "el viejo rey ha muerto, viva el nuevo rey." Más tarde, ella ayudó a los X-Men a buscar a  Legión, pero solo podía saber lo él que quería hacer, pero lo oculta. Cuando los X-Men finalmente encontraron a Legión, no fueron capaces de derrotarlo debido a la ayuda de dos gemelos telépatas que estaban ayudándole a controlar sus poderes. Sin embargo Ruth a pesar de las protestas de Bestia, se unió a la batalla y usó su telepatía para entrar en la mente de Legión. Se presentó como su némesis, puso todas sus sub-personas a dormir, echó a los gemelos de su mente y lo contuvo. Al tratar de razonar con David, un nuevo personaje que aparentemente no se ve afectado por su poder le corta la garganta y le dice que se fuera de la mente de David. Esto hizo que Ruth experimentara un trauma psíquico que la deja casi sin respirar.
En el siguiente número Legión vuelve a la escuela en un intento de curar a Vendas. Sin embargo, se reveló que los dos ojos que Legión encontró en el primer número fueron los restos de Luca, el hermano mayor anti-mutante de Ruth, que estaba decidido a matarla. Luca primero posee y luego mata a uno de los gemelos mutantes en un intento de matarla. Sin embargo, el conjunto de habilidades que había robado a Vendas en su ejecución (por el asesinato de su madre) hacen parecer que Luca no es capaz de controlar la situación para manipular a Legión. Al final Luca logra dirigir a Legión y por un momento parece como si se fuera a escapar gracias a los X-Men, quienes no conocen toda la historia, pero Ruth lo trae de vuelta y lo apuñala. No queda claro si este es asesinado o no. Hacia el final de la historia Vendas se reúne con Legión bajo la lluvia.

## Poderes y habilidades
Vendas es psiónica, pero el alcance total de sus poderes es desconocido. Demostró en Astonishing X-Men que usaba la telepatía y, en los Nuevos X-Men, a veces percibió psíquicamente eventos cuando otros telépatas, aparentemente, no lo hicieron, como cuando Belasco llevó a todos los que estaban en la mansión al Limbo. Durante sus apariciones en Astonishing X-Men utilizó la telepatía y, en sus más recientes apariciones en los Nuevos X-Men y X-Men, de ella se ha dicho que es una mutante  clarividente,  retrocognitiva y  precognitiva, lo que significa que es capaz de ver el pasado lejano y lugares o eventos futuros. Su poder es tan grande que era inmune aunque en un grado limitado a la realidad urdida por la personalidad 'Moira' de Legión que creó en la 'Era de X', permitiendo que ella fuera consciente de que algo andaba mal en el mundo. Su ceguera es parte de su mutación en el sentido de que no tiene ojos, sino que más bien tiene piel en donde deberían estar estos.
La premonición de Ruth es neutralizada cuando Destino, otra precognitiva, está presente. Destino explica que eso lo causa el estar cercanas dos precognitivas ya que "son como dos imanes que acercan sus polos positivos". Esto afecta de un modo negativo y mutuo su capacidad y poderes premonitorios.

### Peculiaridades
Vendas tiene un patrón de habla único. Incluye la extraña inserción de palabras de cortesía en sus frases, entre ellas "por favor", "gracias", "de nada" y "perdón". También suele colocar extrañamente las palabras "sí" y "no" en sus frases. La razón de ello se explicó en X-Men Legado cuando Legión intenta despertarla del coma: su hermano Luca era un enemigo mutante e intentó matarla al ser pequeña, pero en un ataque de ira mató a su madre. Años más tarde, Ruth fue a su ejecución y, justo después de que él muriera, su proyección astral la atacó y robó la mitad de sus poderes, dejándola "rota". Cuando telepáticamente se proyectó a sí misma en la mente de Legión en la misma edición, ella no demostró esta forma de hablar, sino una manera normal y actuando más confiada de lo que acostumbra.
Contando que Vendas es a la vez una telépata y una precognitiva, a menudo responde a las preguntas antes que se las formulen y responde a comentarios antes de que se hagan. A causa de esto, tiende a convertir en monólogo lo que normalmente sería una conversación entre dos. Mientras no lo haga siempre, se supone que por cortesía permite a la otra persona o personas decir lo que ya sabe que van a decir.
Algunas de sus conversaciones "unilaterales" en Astonishing X-Men y Jóvenes X-Men fueron explicadas por haber estado con su amiga Cifra, que quedó oculta a todos los demás usando sus poderes mutantes de sigilo.